# Datoteka
Datotéka (angleško file) je skupina podatkov v operacijskem sistemu, ki predstavlja zaključeno celoto. Običajno se nahaja na trdem/optičnem disku ali na magnetnem traku. Datoteka ima sebi lastno ime, lastnika, atribute. Glede na vsebino je programska ali podatkovna datoteka.
Ena od skupin podatkovnih datotek so besedilne datoteke, v njih so shranjena besedila, praviloma z ukaznimi znaki za urejeni izpis. Vse datoteke so shranjene v dvojiški obliki. 
Datoteke so v operacijskem sistemu organizirane v mape (tudi direktorije).